# HD 217107
HD 217107 – żółty karzeł (typ widmowy G8 IV) znajdujący się w gwiazdozbiorze Ryb, w odległości około 64 lat świetlnych. Masa gwiazdy wynosi 1,02 masy Słońca, a promień 1,08 promienia Słońca.

## Układ planetarny
Gwiazdę okrążają dwie planety typu gazowego olbrzyma, odkryte w 1998 roku: